# 薄叶岩豆藤
薄叶岩豆藤（学名：Millettia pubinervis），又名薄叶崖豆，是豆科崖豆藤属的植物。分布于缅甸、泰国以及中国大陆的云南等地，生长于海拔500米至800米的地区，多生于沟谷杂木林中，目前尚未由人工引种栽培。